# Abdelhakim Bouraoui
Pour les articles homonymes, voir Bouraoui.
Abdelhakim Bouraoui, né le 8 mars 1954 à Sousse, est un haut fonctionnaire et homme politique tunisien. Il est secrétaire d'État auprès du Premier ministre, chargé de la Fonction publique et de la Réforme administrative à la fin des années 1990, et secrétaire général du gouvernement, chargé des relations avec la Chambre des députés et la Chambre des conseillers entre 2007 et 2011.

## Biographie

### Études
Abdelhakim Bouraoui est diplômé d'un baccalauréat, obtenu au lycée secondaire de Sousse, et d'une licence de droit obtenue à la faculté éponyme de l'université de Tunis en 1975. Il possède également un diplôme du cycle supérieur de l'École nationale d'administration.

### Carrière administrative et politique
En 1980, il travaille au sein du ministère des Affaires Sociales comme chef de service avant d'entrer aux bureaux du Premier ministre. Il y est nommé sous-directeur aux services du conseiller juridique et de la législation en juillet 1982, puis directeur en janvier 1986 et directeur général, à partir de janvier 1988. En octobre de la même année, il est chargé de mission auprès du ministre de la Justice, puis, en octobre 1989, remplit cette même fonction auprès du Premier ministre.
À partir de mars 1990, il est directeur de cabinet du Premier ministre de l'époque, Hamed Karoui, puis secrétaire d'État auprès du Premier ministre, chargé de la Fonction publique et de la Réforme administrative le 4 mai 1999.
Il devient premier président du Tribunal administratif en novembre 2004.
Abdelhakim Bouraoui est secrétaire général du gouvernement, chargé des Relations avec la Chambre des députés et la Chambre des conseillers entre janvier 2007 et janvier 2011, dans le premier gouvernement Ghannouchi, jusqu'à la révolution de 2011.
Il est commandeur de l'Ordre de la République.

## Vie privée
Abdelhakim Bouraoui est marié et père de deux enfants.